# یانتو ایوانز
یانتو ایوانز یک بومی‌شناس کاربردی، معمار منظر، مخترع، نویسنده و معلم است و به عنوان ساختمان ساز، نویسنده و معلم شناخته می‌شود. در زمینه معلمی، آموزش‌هایی دربارهٔ ساختمان‌های طبیعی و چوب ذرت دارد. نوشته اصلی از طرف شخصی به نام والز است، ایوانز در دهه ۱۹۶۰ همراه با شخصی به نام "لیندا اسمایلز"، در مدرسه معماری حضور داشت. ایوان اولین ساختمان ساخته شده از چوب ذرت را در شمال آمریکا، بعد از تحقیقات فراوان دربارهٔ ساختار و سازه چوب ذرت که در جزایر بریتانیا انجام داد، ساخت. آن‌ها در سال ۱۹۸۹ به کلبه نقل مکان کردند و همراه با مایکل اسمیت، "کمپانی چوب ذرتگ را در سال ۱۹۹۳ تأسیس کردند. آن‌ها در آمریکای شمالی مدرسه‌ای با ساختمان طبیعی با روش مشخص «اورگان چوب ذرت»، به میزبانی کارگاه‌های متعدد برگزار کردند.
ایوانز مدیر پروژه فاوا باقلا Aprovecho، در کاتیج گرو، اورگن، جایی که او کار می‌کرد می‌بایست منطبق با آب و هوای آمریکا باشد. به عنوان یک فرهنگی، او یک روش کاشت فرهنگ پلی نیز داشت. ایوانز اغلب توده‌های عمودی انبوه که مانند بخاری بودند و از زمین بلند شده بودند را نیز طراحی کرد.